# Croatia osiguranje
Croatia osiguranje d.d. — страхова компанія, що працює в столиці Хорватії місті Загребі; це найбільша та найстаріша страхова компанія країни. Була заснована в Загребі 4 червня 1884 року як «Хорватське страхове товариство» (хорв. Croatia osiguravajuća zadruga). Одним із попередників, що доклався до створення компанії вважається хорватський письменник-класик Август Шеноа (†1881).

## Історія та сучасність
На сесії депутатів Загреба 4 червня 1884 року був ухвалений статут Хорватського страхового товариства. Цю дату прийнято вважати датою заснування компанії.
Значних фінансових збитків компанії завдала пожежа в Боснії та Герцеговині в 1903 році. Тоді довелося задовольнити 42 страхових вимоги. Проте компанія залишилась «на плаву», і в 1905 році вже була відкрита філія в Сараєві. Починаючи з 1908 року в Боснії та Герцеговині стартувала програма страхування життя, що мала найбільшу популярність.
Під час Першої світової війни страховий бізнес зазнавав труднощів, однак після її закінчення компанія продовжила зростання, відкривши кілька відділень у Боснії та Герцеговині.
Після Другої світової війни за СФРЮ назва компанії змінилася на «Державна страхова компанія» (Državni osiguravajući zavod, DOZ). У 1967 році DOZ була перетворена в «Об'єднаний інститут страхування і перестрахування Загреба», а в Прієдорі було відкрито представництво. У 1-й половині 1980-х років компанією керував колишній мер Загреба Іво Латин. Наприкінці 1980-х були відкриті відділення у низці інших міст Боснії і Герцеговини.
У 1990 році компанія стала акціонерним товариством.

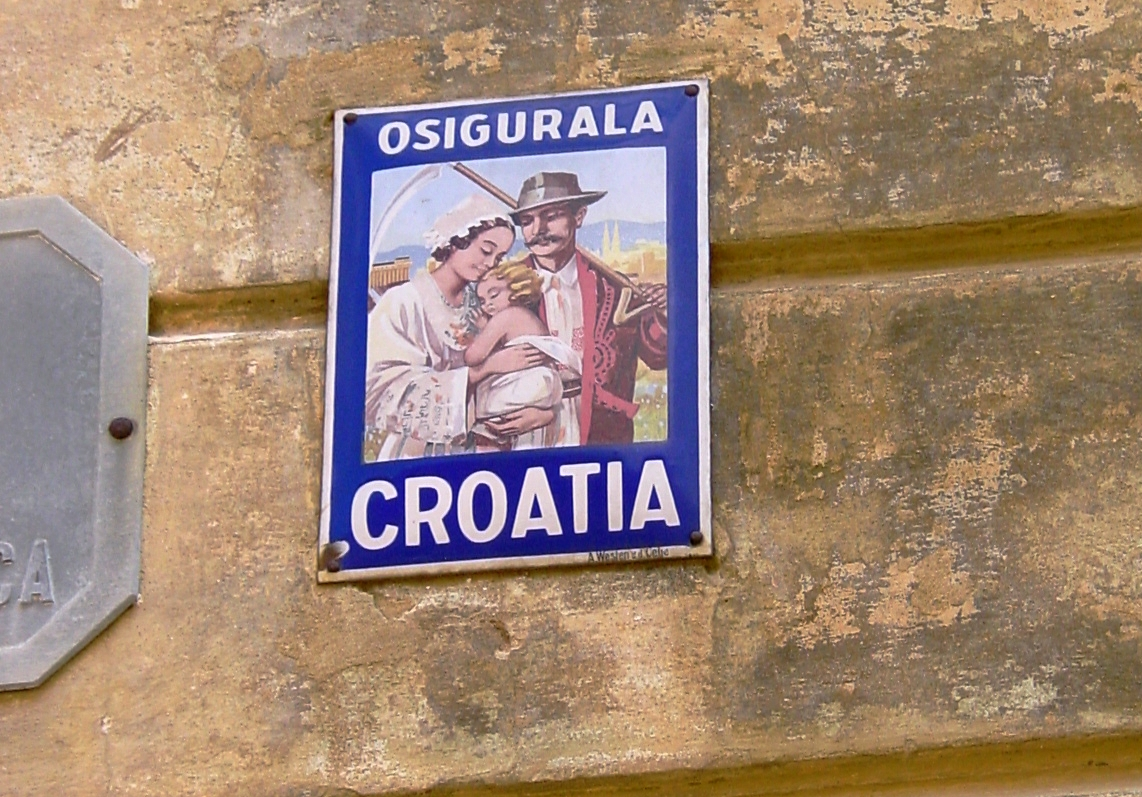
У минулому емальована плитка була поставлена до номера будинку для клієнтів де будинок був застрахований від цієї компанії.

У теперішній час (2010) Croatia osiguranje має 23 філії: у Беловарі, Копривниці, Вінковцях, Сісаку, Карловаці, Славонському Броді, Шибенику, Чаковці, Кутині, Пожезі, Вировитиці, Госпичі, Вараждині, Забоці, Задарі, Дубровнику, Загребі (головний офіс), філія Zagrebački prsten, у Великій Гориці, Осієку,  Пулі, Рієці, Спліті та Загребі.